# Sân vận động Quốc gia Lào mới

Bên trong sân vận động

Sân vận động Quốc gia Lào mới là một sân vận động đa năng ở Viêng Chăn, Lào. Sân được xây dựng vào năm 2009. Sân có sức chứa khoảng 25.000 chỗ ngồi. Sân được sử dụng chủ yếu cho các trận đấu bóng đá. Sân vận động này đã tổ chức các trận đấu môn bóng đá, các nội dung thi đấu môn điền kinh cũng như lễ khai mạc và bế mạc của Đại hội Thể thao Đông Nam Á 2009.

## Tổng quan
Sau khi hoàn thành xây dựng, sân đã thay thế Sân vận động Quốc gia Lào trước đây. Khu liên hợp thể thao quốc gia Lào nằm cách trung tâm thành phố Viêng Chăn khoảng 17 km, bao gồm sân vận động chính có sức chứa 25.000 chỗ ngồi, khu phức hợp thể thao dưới nước trong nhà có sức chứa 2.000 chỗ ngồi với hồ bơi khởi động ngoài trời, trung tâm quần vợt bao gồm sân chính có sức chứa 2.000 chỗ ngồi cùng với 6 sân quần vợt khác, hai nhà thi đấu đều có sức chứa 3.000 chỗ ngồi và một trường bắn súng trong nhà có sức chứa 50 chỗ ngồi.

## Kết quả giải đấu

### Đại hội Thể thao Đông Nam Á 2009
| Ngày                 | Thời gian (UTC+07) | Đội #1     | Kết quả | Đội #2     | Vòng                  | Giải đấu | Khán giả |
| -------------------- | ------------------ | ---------- | ------- | ---------- | --------------------- | -------- | -------- |
| 2 tháng 12 năm 2009  | 15:00              | Malaysia   | 11–0    | Đông Timor | Vòng bảng             | Nam      |          |
| 2 tháng 12 năm 2009  | 17:45              | Thái Lan   | 1–1     | Việt Nam   | Vòng bảng             | Nam      | 2.000    |
| 5 tháng 12 năm 2009  | 15:00              | Singapore  | 2–2     | Indonesia  | Vòng bảng             | Nam      |          |
| 5 tháng 12 năm 2009  | 17:45              | Lào        | 1–1     | Myanmar    | Vòng bảng             | Nam      |          |
| 6 tháng 12 năm 2009  | 15:00              | Việt Nam   | 3–1     | Malaysia   | Vòng bảng             | Nam      |          |
| 6 tháng 12 năm 2009  | 17:45              | Đông Timor | 1–4     | Campuchia  | Vòng bảng             | Nam      |          |
| 10 tháng 12 năm 2009 | 15:00              | Myanmar    | 3–1     | Indonesia  | Vòng bảng             | Nam      |          |
| 10 tháng 12 năm 2009 | 17:45              | Lào        | 0–0     | Singapore  | Vòng bảng             | Nam      |          |
| 11 tháng 12 năm 2009 | 15:00              | Campuchia  | 1–6     | Việt Nam   | Vòng bảng             | Nam      |          |
| 11 tháng 12 năm 2009 | 17:45              | Malaysia   | 2–1     | Thái Lan   | Vòng bảng             | Nam      |          |
| 14 tháng 12 năm 2009 | 18:00              | Việt Nam   | 4–1     | Singapore  | Bán kết               | Nam      |          |
| 14 tháng 12 năm 2009 | 19:00              | Lào        | 1–3     | Malaysia   | Bán kết               | Nam      |          |
| 17 tháng 12 năm 2009 | 15:00              | Singapore  | 3–1     | Lào        | Tranh huy chương đồng | Nam      |          |
| 17 tháng 12 năm 2009 | 17:00              | Việt Nam   | 0–1     | Malaysia   | Tranh huy chương vàng | Nam      |          |

### Giải vô địch bóng đá Đông Nam Á 2018
| Ngày                 | Thời gian (UTC+07) | Đội #1 | Kết quả | Đội #2   | Vòng      | Khán giả |
| -------------------- | ------------------ | ------ | ------- | -------- | --------- | -------- |
| 8 tháng 11 năm 2018  | 19:30              | Lào    | 0–3     | Việt Nam | Vòng bảng | 15.000   |
| 16 tháng 11 năm 2018 | 19:30              | Lào    | 1–3     | Myanmar  | Vòng bảng | 1.294    |

### Giải vô địch bóng đá Đông Nam Á 2022
| Ngày                 | Thời gian (UTC+07) | Đội #1 | Kết quả | Đội #2    | Vòng      | Khán giả |
| -------------------- | ------------------ | ------ | ------- | --------- | --------- | -------- |
| 21 tháng 12 năm 2022 | 19:30              | Lào    | 0–6     | Việt Nam  | Vòng bảng | 10.240   |
| 27 tháng 12 năm 2022 | 17:00              | Lào    | 0–2     | Singapore | Vòng bảng | 1.087    |

### Giải vô địch bóng đá ASEAN 2024
| Ngày                 | Thời gian (UTC+07) | Đội #1 | Kết quả | Đội #2      | Vòng      | Khán giả |
| -------------------- | ------------------ | ------ | ------- | ----------- | --------- | -------- |
| 9 tháng 12 năm 2024  | 20:00              | Lào    | 1–4     | Việt Nam    | Vòng bảng | 10.685   |
| 15 tháng 12 năm 2024 | 17:30              | Lào    | 1–1     | Philippines | Vòng bảng | 6.389    |

### Vòng loại Giải vô địch bóng đá thế giới 2026 – Khu vực châu Á
| Ngày                 | Thời gian (UTC+07) | Đội #1            | Kết quả | Đội #2     | Khán giả |
| -------------------- | ------------------ | ----------------- | ------- | ---------- | -------- |
| 6 tháng 6 năm 2024   | 20:00              | CHDCND Triều Tiên | 1–0     | Syria      | 100      |
| 11 tháng 6 năm 2024  | 20:00              | CHDCND Triều Tiên | 4–1     | Myanmar    | 141      |
| 10 tháng 9 năm 2024  | 19:00              | CHDCND Triều Tiên | 2–2     | Qatar      | 140      |
| 14 tháng 11 năm 2024 | 19:00              | CHDCND Triều Tiên | 2–3     | Iran       | 100      |
| 19 tháng 11 năm 2024 | 19:00              | CHDCND Triều Tiên | 0–1     | Uzbekistan | 166      |
| 25 tháng 3 năm 2025  | CXĐ                | CHDCND Triều Tiên | –       | UAE        |          |
| 5 tháng 6 năm 2025   | CXĐ                | CHDCND Triều Tiên | –       | Kyrgyzstan |          |